# Gregory B. Waldis
Gregory Brian Waldis (ur. 27 grudnia 1967 w Los Angeles, w stanie Kalifornia) – szwajcarski aktor teatralny, filmowy i telewizyjny.
W latach 1994–96 studiował aktorstwo w Schauspielschule der Theaterwerkstatt Mainz w Moguncji. Debiutował na szklanym ekranie w adaptacji powieści Anny Seghers Katarzyna lub sztuka znalezienia pracy (Katharina oder: Die Kunst, Arbeit zu finden, 1995). W latach 2002–2005 uczęszczał do Internationale Filmschule Köln w Kolonii. Sławę zawdzięcza roli Alexandra Saalfelda w telenoweli ARD Burza uczuć (Sturm der Liebe, 2005-2007).

## Filmografia

### Seriale TV
- 2001: SOKO 5113 jako Harry Bossolt
- 2004: SOKO Köln jako Roman Striegler
- 2005-2007: Burza uczuć (Sturm der Liebe) jako Alexander Saalfeld
- 2008: Dniami i nocami (Tag und Nacht) jako dr Felix Burckhardt
- 2008: Utta Danella jako Lukas März
- 2008: SOKO 5113 jako Frank Velten
- 2009: Die Rosenheim-Cops jako Robert Loibl
- 2009: SOKO 5113 jako Jakob Schönberg
- 2011: Tierärztin Dr. Mertens

### Filmy fabularne
- 1997: Das erste Semester
- 2001: Lammbock jako Marc
- 2003: Poeta (The Poet) jako policjant
- 2006: Kontrakt (Final Contract: Death on Delivery)